# Illerberg (Vöhringen)

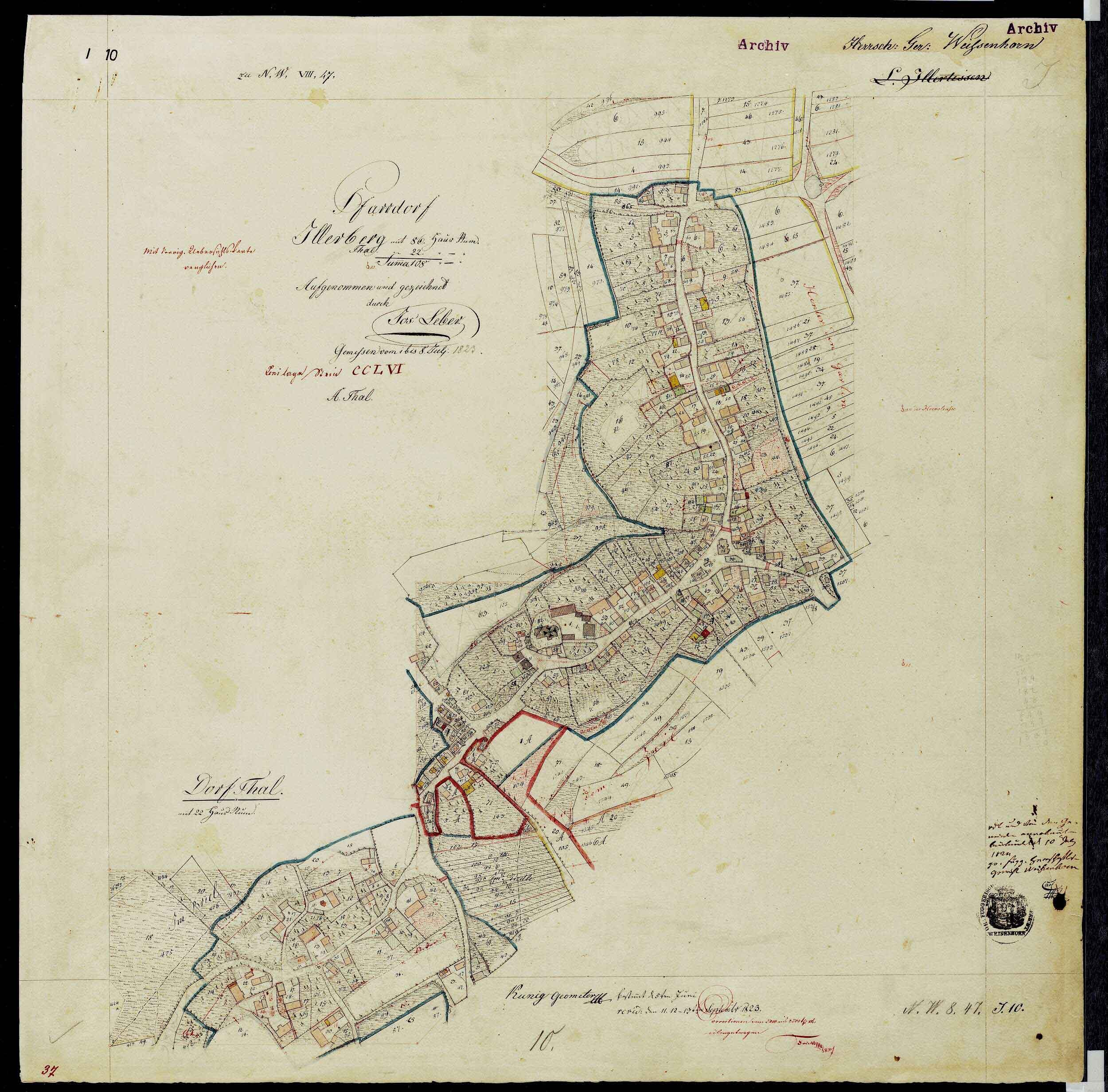
Ortsblatt von 1823

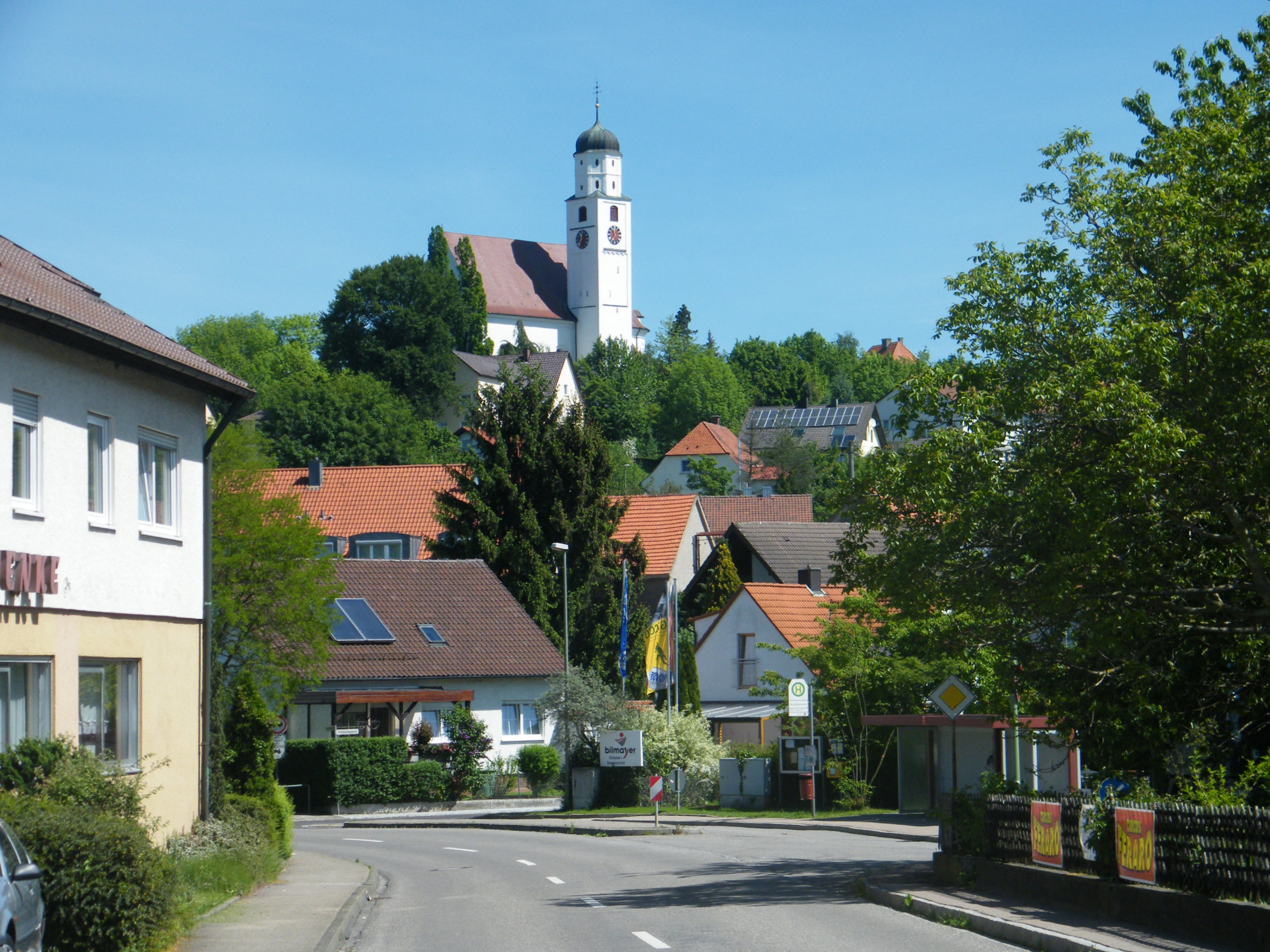
Ortsansicht von Illerberg

Illerberg ist ein Gemeindeteil der Stadt Vöhringen im schwäbischen Landkreis Neu-Ulm in Bayern.

## Geographie
Das Pfarrdorf liegt nordöstlich des Hauptortes Vöhringen. Westlich fließt der Landgraben, ein linker Zufluss der Leibi, und verläuft die Staatsstraße 2031, östlich verläuft die A 7. Nordwestlich erstreckt sich das rund 69 ha große Naturschutzgebiet Wasenlöcher bei Illerberg.

## Geschichte
Die ehemals selbstständige Gemeinde Illerberg und das Dorf Thal wurden am 1. Oktober 1970 zusammengeführt und am 1. Januar 1976 nach Vöhringen eingemeindet.

## Bevölkerungsentwicklung
Es handelt sich um Einwohnerzahlen nach dem jeweiligen Gebietsstand bis 1970 und ohne die heute zugehörigen Ortsteile. Die Bevölkerungszahl im Ort von 1987 wurde als Gemeindeteil der Stadt Vöhringen angegeben. Die Zahlen sind Volkszählungsergebnisse mit Archivierungen des Bavarikon Internetportals des Freistaats Bayern.
| Jahr      | 1871 | 1925 | 1950 | 1970 | 1987 |
| Einwohner | 510  | 677  | 1131 | 1331 | 1506 |

## Bauwerke
- Die katholische Pfarrkirche St. Martin ist ein Saalbau mit eingezogenem, halbrund geschlossenem Chor und einem Turm, der sich südöstlich am Langhaus befindet. Der Turmunterbau stammt aus dem 15. Jahrhundert, ansonsten handelt es sich um einen Neubau aus den Jahren 1688 bis 1694. Das Turmoktogon mit Haube wurde um 1690 hinzugefügt, eine Umgestaltung erfolgte 1806/07.
- Teile der Kirchhofmauer, die wohl aus dem 18. Jahrhundert stammt
- Das im Jahr 1780 errichtete katholische Pfarrhaus (Obere Hauptstraße 25) ist ein zweigeschossiger Walmdachbau.

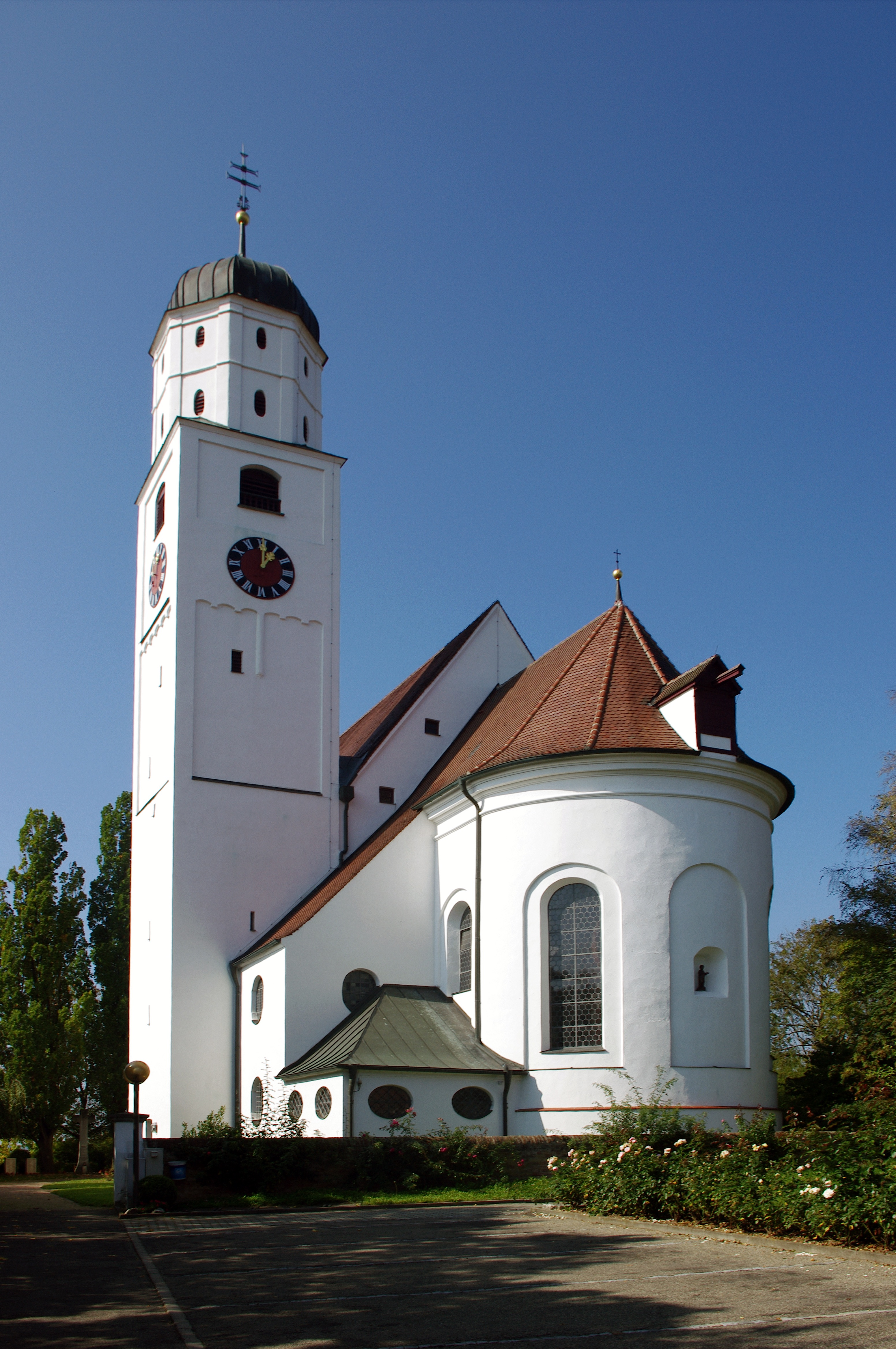
Katholische Pfarrkirche St. Martin
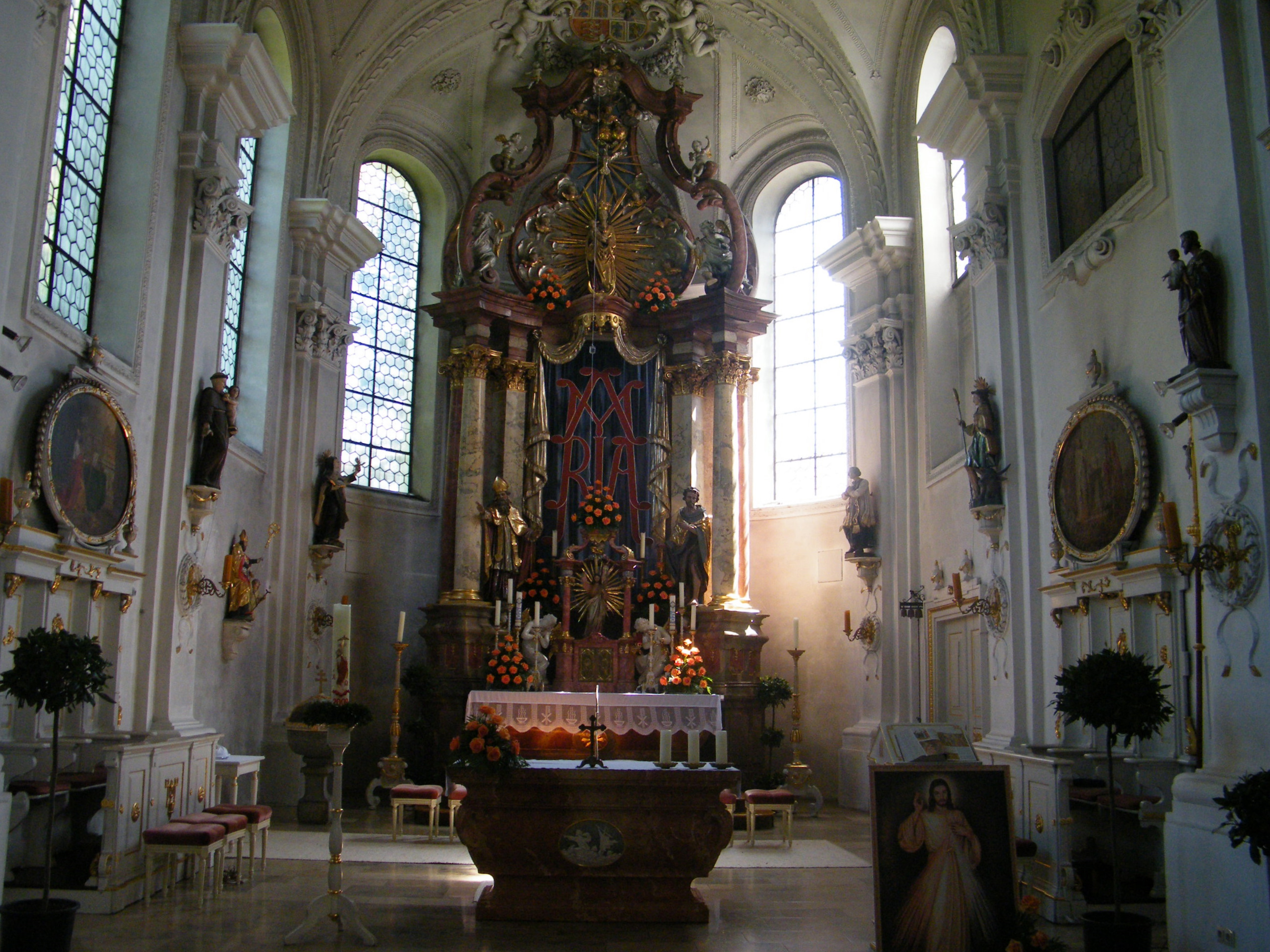
Altar in der Pfarrkirche
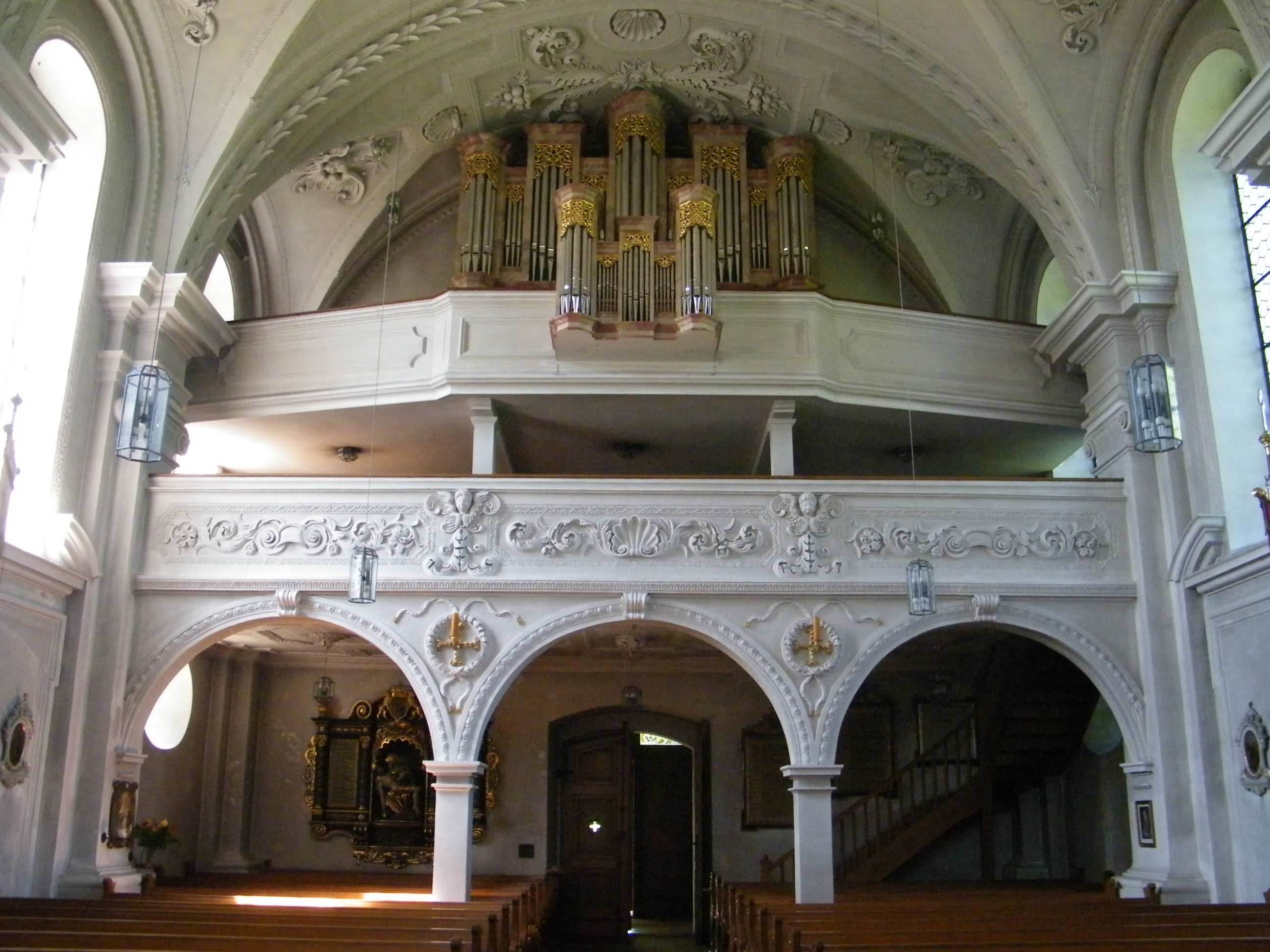
Empore mit Orgel in der Kirche
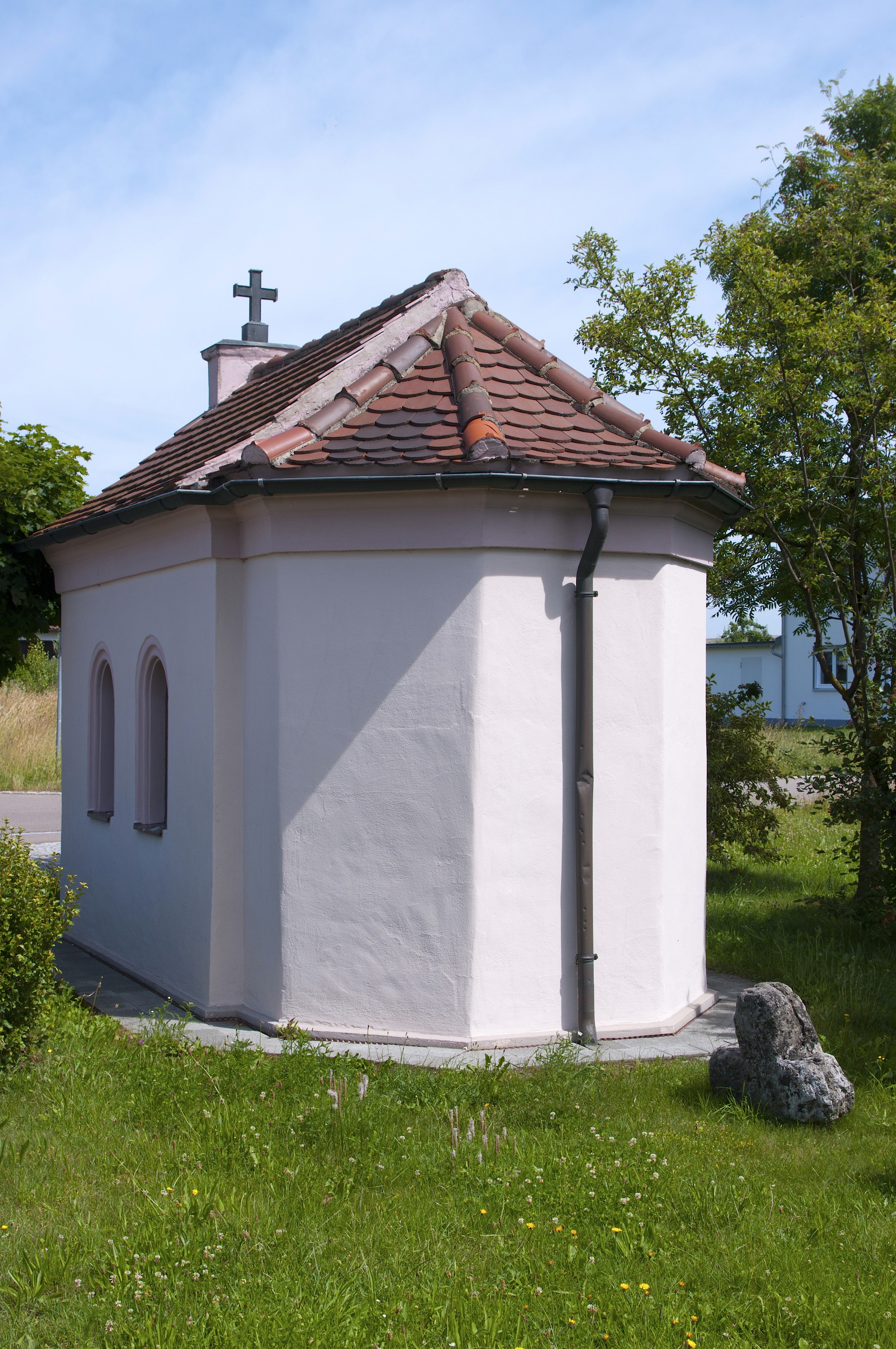
Marienkapelle
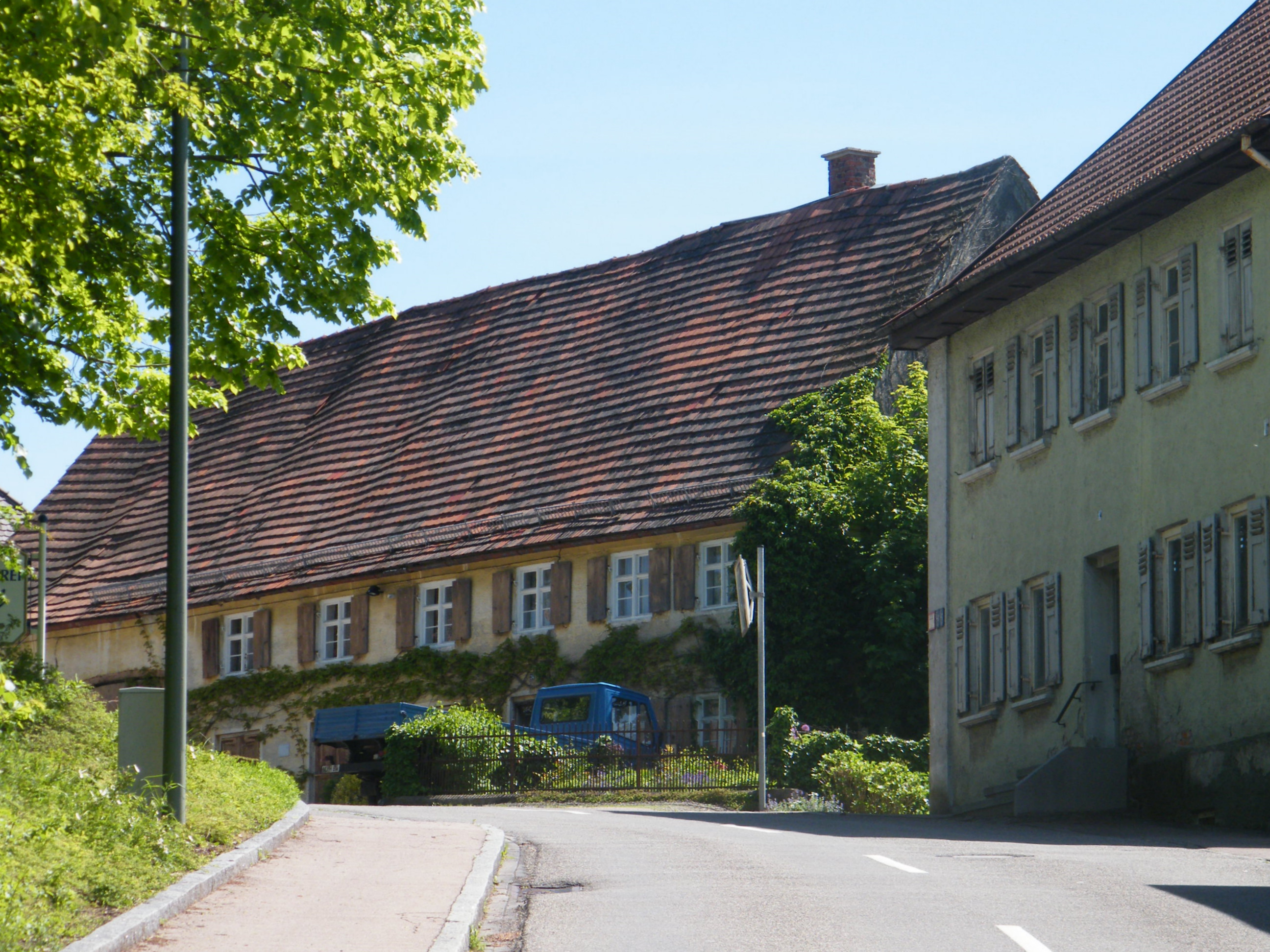
Älteres Bauernhaus
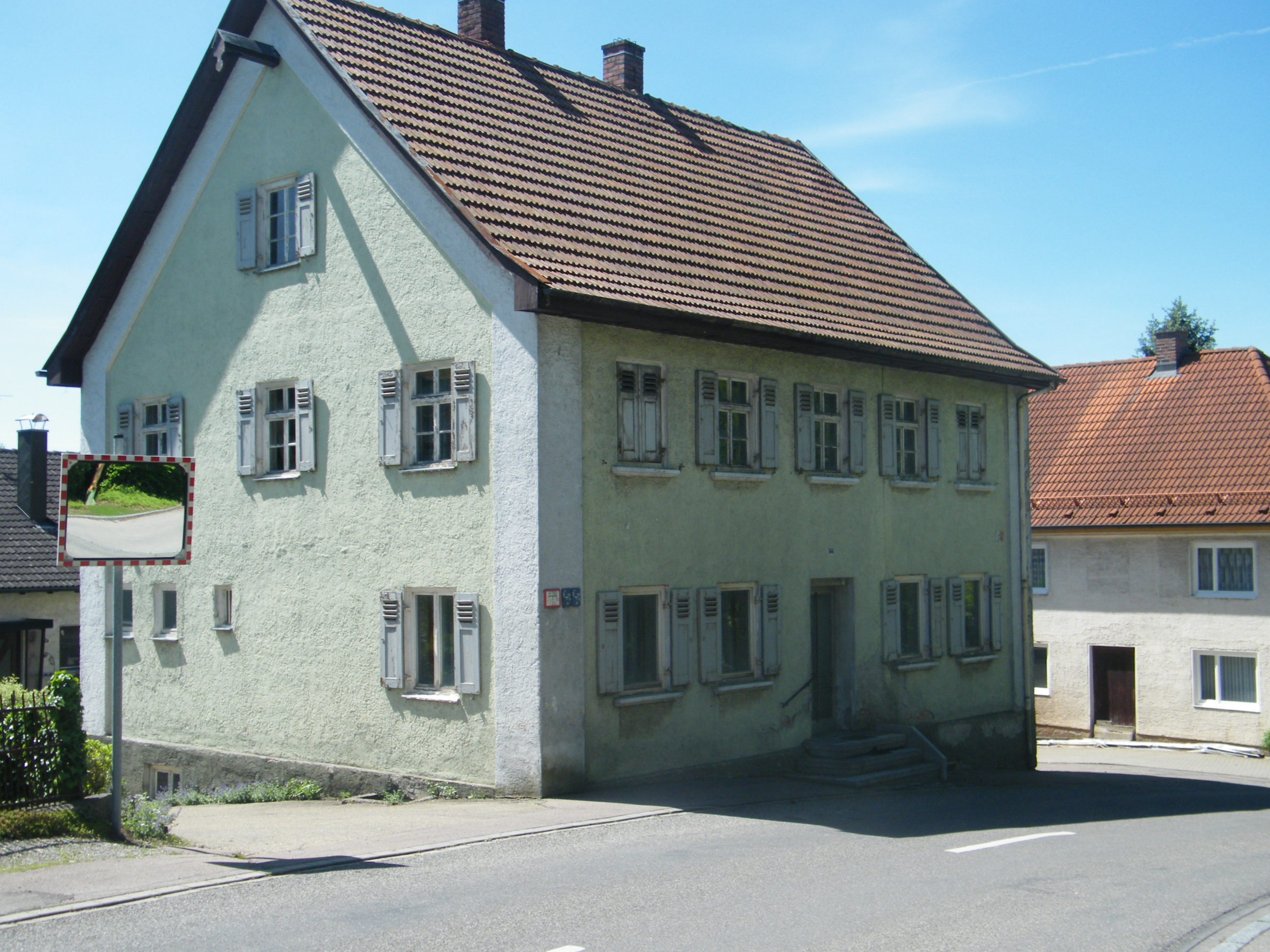
Altes Wohnhaus
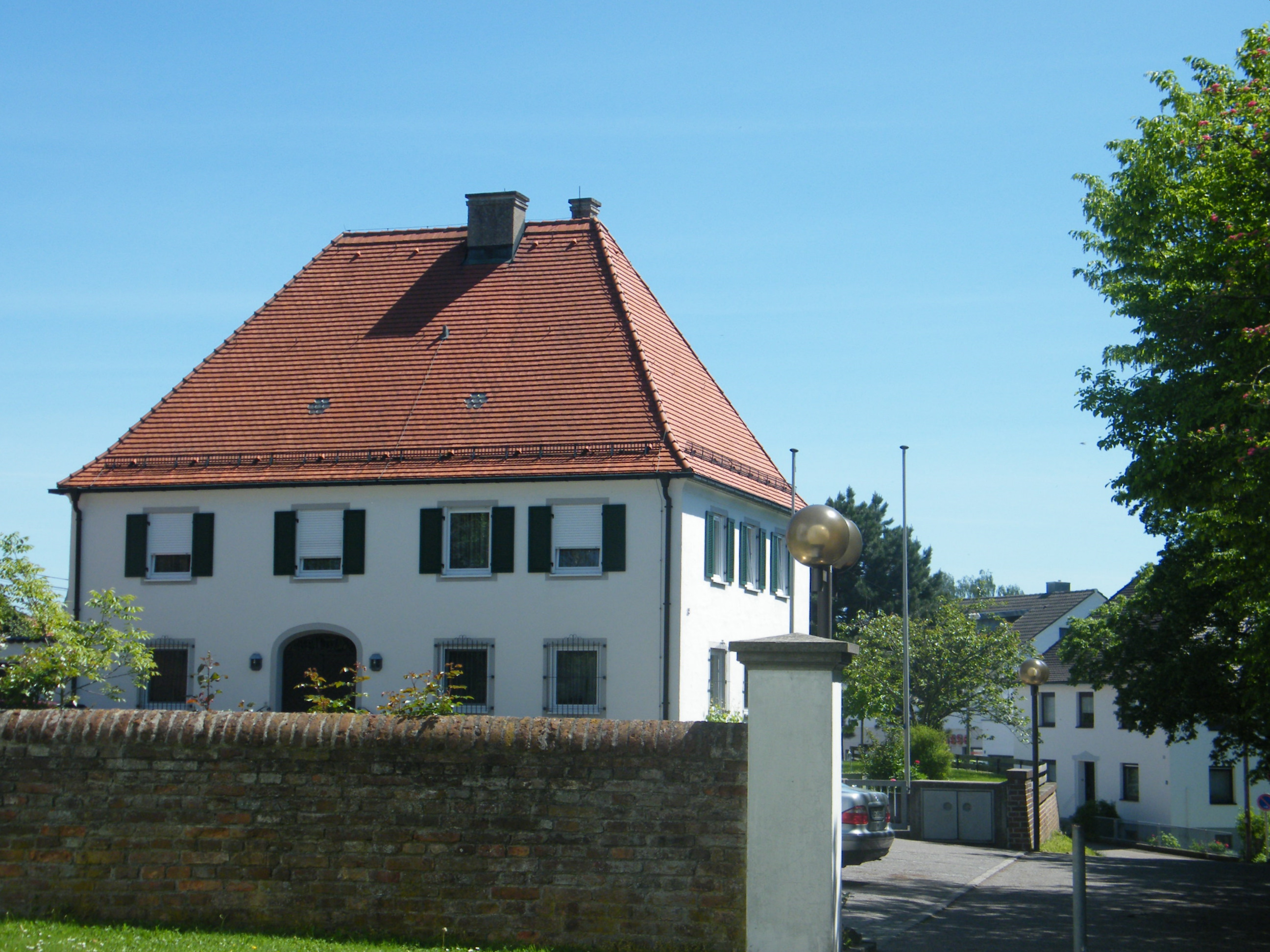
Pfarrhaus

## Bildung
- Die Kindertagesstätte St. Martin Illerberg mit Kinderkrippe wurde bereits 1920 gegründet. Die Einrichtung betreut bis zu 100 Kinder ab den ersten Lebensmonaten bis zum Schuleintritt.
- Im Dorf befindet sich die Grundschule, in der Kinder in den Klassen 1 bis 4 unterrichtet werden.

## Sport- und Kulturvereine
- Bayerischer Bauernverband – Ortsverband Illerberg
- Fotoclub Illerberg/Thal e. V.
- Freiwillige Feuerwehr Illerberg/Thal e. V.
- Gartenbauverein Illerberg/Thal
- Jagdgenossenschaft Illerberg
- Männergesangverein Illerberg/Thal e. V.
- Musikkapelle Illerberg/Thal e. V.
- Senioren-Club St. Martin Illerberg
- Soldatenbund Illerberg/Thal e. V.
- Spiel- und Sportverein Illerberg Thal 1948 e. V.
- Verein Bayerischer Krippenfreunde Illerberg und Umgebung e. V.
- Vereinsring Illerberg/Thal e. V.
- Wasamolle Illerberg/Thal e. V.
- Zimmerstutzen-Schützenverein Illerberg-Thal e.V.